# Rudozem
Rudozem (en búlgaro: Рудозем) es una ciudad de Bulgaria en la provincia de Smolyan.

## Geografía
Se encuentra a una altitud de 694 m s. n. m. a 266 km de la capital nacional, Sofía.

## Demografía
Según estimación 2012 contaba con una población de 3 389 habitantes.
|         | 2004  | 2005  | 2006  | 2007  | 2008  | 2009  | 2010  | 2011  |
| Mujeres | 1 996 | 1 977 | 1 962 | 1 936 | 1 925 | 1 911 | 1 866 | 1 907 |
| Varones | 1 820 | 1 787 | 1 766 | 1 735 | 1 711 | 1 672 | 1 633 | 1 828 |
| Total   | 3 816 | 3 764 | 3 728 | 3 671 | 3 636 | 3 583 | 3 499 | 3735  |